# Ponderabilidad
La ponderabilidad es la propiedad de la materia por la cual todo cuerpo está sujeto a las leyes de la gravitación, por lo que todo cuerpo goza de atracción mutua con respecto a otros cuerpos.
Las teorías físicas modernas difieren de la explicación "newtoniana" de la ponderabilidad: 
- La mecánica newtoniana explicaba el peso de los cuerpos se debe a esta propiedad abstracta, de acuerdo con la teoría newtoniana sólo los cuerpos con masa son afectados por la gravedad, así según la física pre-relativista las ondas electromagnéticas como la luz no debían ser afectadas por la gravedad.
- La teoría de la relatividad general de Einstein atribuye la universalidad de la interacción no a los cuerpos en sí mismos sino a la curvatura del espacio-tiempo en el que estos se mueven, así cualquier forma de materia contenida en el universo debe ser afectada por la gravedad por el solo hecho de que está en ese universo. Ese planteamiento predecía que los rayos de luz debían ser también desviados por una fuente gravitatoria importante tal como observó Arthur Eddington en 1919.